# Земля 2
«Земля 2» (англ. Earth 2) — американський науково-фантастичний телесеріал, який транслювався на NBC з 6 листопада 1994 року по 4 червня 1995. Був скасований після одного сезону з 22 епізодів. Серіал створений Майклом Дагганом, Керол Флінт, Марком Левіном і Біллі Рей, продюсери — Amblin Entertainment і Universal Television, зйомки здебільшого тривали у північній частині Нью-Мексико біля Санта-Фе. В 2005 році серіал було видано на DVD.
Події розгортаються навколо подорожі невеликої експедиційної групи під назвою «Проєкт Едем» до планети земного типу, що називається G889, у спробі знайти ліки від хвороби під назвою «синдром».

## Сюжет
У 2192 році Земля стала здебільшого нежиттєпридатною. Більша частина людської популяції покинула планету й живе на великих орбітальних космічних станціях. Вже кілька поколінь виросло на станціях і в дітей проявляється хвороба, відома як просто «синдром», спричинена відсутністю живої природи. Більшість дітей, які народжуються з цим захворюванням, ростуть слабкими та не доживають до віку дев'яти років. Восьмирічний син мільярдерки Девон Адер, Улісс Адер, хворий на «синдром», але навіть саме існування хвороби не визнається урядом та медичною спільнотою. Зневірившись врятувати сина, Девон споряджає зореліт для досягнення схожої на Землю планети G889 за 22 світлових роки від Землі. Проти процесу колонізації планети, однак, виступає уряд. Перед відльотом екіпаж дізнається, що на кораблі закладено бомбу, але знаходить її та викидає в космос. Екіпаж лягає в анабіоз і зореліт вирушає до G889.
За 22 роки корабель долітає до мети, але починає неконтрольоване падіння. Рятувальні капсули та контейнери з припасами розкидає на великій території, група на чолі з Девон опиняється в лісистій місцевості та прямує до найближчого контейнера. Проте він виявляється розграбований, вдається дістати лише робота і всюдихід. Командир Бродерік гине від отрути місцевої тварини. Його замінює Тру Дензігер, який бачить сни про підземних чудовиськ. Згодом колоністи виявляють, що на планеті живуть гуманоїдні створіння, котрі втім тримаються осторонь. Створіння забирають Улісса під землю, команда вирушає слідом. Істоти, названі теріанцями, повідомляють, що на планеті вже є люди і після вагань повертають хлопчика зціленим.
Команда натрапляє на чоловіка Гаала, від якого дізнається, що на G889 вже багато років засилали злочинців. Бродерік виявляється живим, але його викрадають ящероподібні дикуни грендлери. Коли Бродерік об'єднується з Гаалом, грендлери вбивають його, але Гаал звинувачує теріанців. Невдовзі здоров'я Уліса погіршується, що виявляється відплатою теріанців за використанням Гаалом електричних ошийників на них. Колоністи допомагають теріанціям і натрапляють на інших членів екіпажу. З'ясовується, що зореліт впав не випадково, а був саботований. Людям бракує припасів і Бесс Мартін намагається торгувати з грендлерами. Лікар Джулія Геллер зауважує, що між Уліссом і теріанцями формується симбіоз завдяки зміні ДНК хлопчика. Вона викриває, що серед екіпажу є агенти уряду. Кіборг Райлі, що служив учителем для дітей, виявляється продуктом програми Z.E.D., кіборги якої з часом божеволіють.
Наближається зима, експедиція вирішує до тепличного купола та знаходить дівчину, виховану теріанцями. Джулія планує видалити теріанську ДНК з Улісса, проте її зупиняє послання від Улісса з майбутнього. Морган Мартін виявляє цінну речовину, названу морганітом, але спроба видобути її спричиняє скам'яніння всього навколо, в тому числі теріанця. Аборигени G889 прагнуть помсти і людям доводиться терміново шукати коди розблокування геологічного пристрою. Зазнавши низки пригод дорогою до регіону Нова Пацифіка, де мала бути заснована колонія, експедиція виявляє інший земний корабель та його уцілілий екіпаж. Девон отруюється пилком місцевих квітів, а Райлі виявляється керований штучним інтелектом.

## Оцінки й відгуки
Серіал зібрав 68 % схвальних рецензій критиків на агрегаторі Rotten Tomatoes.
Говард Розенберг у «Los Angeles Times» зауважив, що «Знятий неподалік від Санта-Фе, штат Нью-Мексико, „Земля 2“ має гарний кінематографічний вигляд, але спецефекти та невигадливі інопланетяни… більше комічні». Серіалу «Земля 2» на початку бракує як футуристичності, так і напруги. Це з'являється лише потім, коли різні сюжетні лінії переплітаються.
Згідно з Джоном О'Коннором із «The New York Times», «Земля 2» — скромний у технічному плані серіал, підхожий для менших глядачів, «що молодше, то краще». Сюжет має химерні деталі, а картинка — чудові краєвиди та освітлення, та при цьому спецефектів надзвичайно мало.
Рецензуючи DVD-видання, Філіп Вукчевич з IGN похвалив доволі реалістичні технології майбутнього та оригінальних інопланетян. За його словами, творцям серіалу вдалося передати відчуття чужого світу, знятого в звичайній земній місцевості. Завдяки цьому попри шаблонний сюжет і нудних персонажів, «Землю 2» доволі цікаво переглянути. На жаль, закриття серіалу не дозволило йому сповна реалізувати свій потенціал.

## Супутня продукція
- «Земля 2» (англ. Earth 2, 1994) — роман, новелізація пілотного епізоду, написаний Меліссою Крендалл за сценарієм Майкла Даггана, Керола Флінта та Марка Левіна.[7]
- «Головоломка» (англ. Puzzle, 1995) — роман Сіна Далтона, події якого відбуваються між епізодами 10 і 11.[8]
- «Шкірясті крила» (англ. Leather Wings, 1995) — роман Джона Ворнгольта, події якого відбуваються між епізодами 4 і 5.[9]

## Нагороди
Серіал здобув у 1995 році премію «Еммі» в номінації «Спеціальні візуальні ефекти» та висувався на неї в номінаціях «Звукорежисура» і «Грим». Крім того номінувався на премії Академії наукової фантастики, фентезі та фільмів жахів, Американського товариства кінооператорів, і «Молодий актор».